# Reichsstraße 367
Die Reichsstraße 367 (R 367) war bis 1945 eine Reichsstraße des Deutschen Reichs, die vollständig auf 1939 annektiertem, bis dahin tschechoslowakischem Gebiet (Protektorat Böhmen und Mähren) lag. Die Straße nahm ihren Anfang in der Stadt Hradec Králové (Königgrätz) und verlief in südlicher Richtung auf der Trasse der heutigen Silnice I/37 über Pardubice (Pardubitz) und Chrudim nach Ždírec nad Doubravou (Zdiretz), wo sie auf die damalige Reichsstraße 349 traf und an dieser endete.
Ihre Gesamtlänge betrug  rund 66 Kilometer.